# Kfz-Kennzeichen (Iran)

Linker blauer Balken mit Flagge der Islamischen Republik Iran

Die Kfz-Kennzeichen in Iran ähneln seit 2005 dem Euro-Kennzeichen. Das Kennzeichen wird – entsprechend der Leserichtung der persischen Schriftsprache – von rechts nach links gelesen. Am rechten Rand befindet sich ein abgeteiltes Feld. Im oberen Teil steht die Landesbezeichnung „Iran“ in persischer Sprache. Darunter steht eine zweistellige indo-arabische Nummer für den Zulassungsbezirk, in dem das Fahrzeug zugelassen wurde. Im eigentlichen Kennzeichenfeld stehen zunächst drei indo-arabische Ziffern, die von einem bzw. zwei Buchstaben des persischen Alphabets und zwei weiteren indo-arabische Ziffern gefolgt werden. Am linken abgeteilten Rand steht ein blauer Balken. Im oberen Teil ist die iranischen Nationalflagge zu sehen. Darunter befindet sich der in lateinischen Buchstaben gehaltenen Schriftzug I.R. IRAN, der für die englische Abkürzung für Islamic Republic of Iran (deutsch Islamische Republik Iran) steht.
Die Farbe des Kennzeichengrunds richtete sich nach der Verwendung des Fahrzeugs. Kennzeichen für privat genutzte Fahrzeuge sind in schwarzer Schrift auf weißen reflektierendem Grund ausgeführt. Gewerblich genutzte Fahrzeuge, Taxis, Behördenfahrzeuge, Fahrschul- und Mietfahrzeuge tragen ein gelbes Schild mit schwarzer Schrift. Regierungsfahrzeuge sind an der weißen Schrift auf rotem Hintergrund zu erkennen. Polizeifahrzeuge tragen ein grünes Nummernschild mit weißer Schrift. Für Oldtimer und Militärfahrzeuge sollen ab November 2012 neue Kennzeichen eingeführt werden.

## Kennzeichen-Arten der 2013er Serie
In der Islamischen Republik Iran existieren derzeit (Dezember 2013) vierzehn verschiedene Kennzeichen-Arten:

### Kennzeichen für Privatpersonen
|  |

Schwarze Buchstaben und Ziffern auf weißem Hintergrund. 
Im rechten Kasten wird der zweistellige Regionalschlüssel dargestellt.
|  |

Zur Unterscheidung von den gewöhnlichen Kennzeichen ist in der Mitte das 
Internationale Zeichen für eine Zugangsmöglichkeit für behinderte Menschen angebracht.
|  |

|  |

### Kennzeichen für landwirtschaftliche Maschinen und Zugfahrzeuge
|  |

### Kennzeichen für Taxis und öffentlicher Personenverkehr
|  |

|  |

### Kennzeichen für Behördenfahrzeuge
|  |

|  |

|  |

|  |

|  |

|  |

|  |

|  |

### Kennzeichen für Diplomaten und internationale Organisationen
|  |

|  |

|  |

|  |

### Kennzeichen für Überführungsfahrten
|  |

## Kennzeichen in Freihandelszonen
Die Kennzeichen der iranischen Freihandelszonen haben amerikanisches Format. Auf der linken Seite ist das Logo der jeweiligen Freihandelszone auf blauem Grund abgebildet. Am oberen Rand steht die iranische Flagge mit der englischen Landesbezeichnung I.R. IRAN. Auf der rechten Seite ist das weiße Schild durch einen horizontal verlaufenden schwaren Strich zweigeteilt. Auf der oberen Hälfte steht eine fünfstellige Ziffer in indo-arabischer Schreibweise. Darunter ist die gleiche Ziffernfolge in lateinischer Schreibweise dargestellt.
|  |

|  |

|  |

|  |

|  |

|  |

|  |

## Überführungskennzeichen bzw. Transit-Kennzeichen
|  |

Für Fahrten ins Ausland wird ein sogenanntes Transit-Nummernschild (engl. Transit Number Plate) benötigt und wird zusätzlich am Fahrzeug zum bestehenden Nummernschild angebracht. Transit-Kennzeichen werden pro Fahrzeug nur einmal ausgegeben und gelten ein Fahrzeugleben lang. Bis 2010 wurden gelbe Schilder mit schwarzer Schrift ausgegeben. Sie trugen entweder die Buchstabenkombination „TEH“ oder „IR“, jeweils gefolgt von fünf Ziffern. Sie sind weiterhin gültig. Seit dem 10. September 2010 wird jedoch eine neue Serie ausgegeben (siehe Abbildung). Die neuen Transit-Kennzeichen sind eine Übersetzung des Original-Kennzeichens in lateinische Buchstaben und Ziffern. Die Nummer für den entsprechenden Zulassungsbezirk steht am rechten Rand in weißer Schrift auf blauem Grund. Daran schließt sich von rechts eine dreistellige schwarze Ziffer auf weißem Grund an. Es folgen ein weißer Buchstabe auf rotem Grund und dann eine zweistellige schwarze Ziffer auf weißem Grund. Auf der linken Seite ist das Logo des „Touring & Automobile Club of the Islamic Republic of IRAN (TACI)“ auf blauem Grund dargestellt. Die Wortmarke des iranischen Automobilclubs wird am unteren Rand als weiße Schrift auf blauem Grund wiederholt.

## Zulassungsbezirke
| Provinz                       | Kennzahlen                                                                     |
| ----------------------------- | ------------------------------------------------------------------------------ |
| Teheran                       | 10, 11, 20, 21, 22, 30, 33, 40, 44, 50, 55, 60, 66, 70, 77, 78, 80, 88, 90, 99 |
| Alborz                        | 21, 30, 38, 68, 78                                                             |
| Razavi-Chorasan               | 12, 32, 36, 42, 74                                                             |
| Esfahan                       | 13, 23, 43, 53, 67                                                             |
| Fars                          | 63, 73, 83, 93                                                                 |
| Chuzestan                     | 14, 24, 34                                                                     |
| Māzandarān                    | 62, 72, 82, 92                                                                 |
| Ost-Aserbaidschan             | 15, 25, 35                                                                     |
| West-Aserbaidschan            | 17, 27, 37                                                                     |
| Kerman                        | 45, 65, 75                                                                     |
| Gilan                         | 46, 56, 76                                                                     |
| Sistan und Belutschistan      | 85, 95                                                                         |
| Kermanschah                   | 19, 29, 39                                                                     |
| Golestan                      | 59, 69                                                                         |
| Hormozgan                     | 84, 94                                                                         |
| Buschehr                      | 48, 58                                                                         |
| Lorestan                      | 31, 41                                                                         |
| Kurdistan                     | 51, 61                                                                         |
| Hamadan                       | 18, 28, 38                                                                     |
| Zandschan                     | 87, 97                                                                         |
| Markazi                       | 47, 57                                                                         |
| Ardabil                       | 91                                                                             |
| Ghom                          | 16                                                                             |
| Qazvin                        | 79, 89                                                                         |
| Semnan                        | 86, 96                                                                         |
| Yazd                          | 54, 64                                                                         |
| Ilam                          | 98                                                                             |
| Tschahār Mahāl und Bachtiyāri | 71, 81                                                                         |
| Kohgiluye und Boyer Ahmad     | 49                                                                             |
| Nord-Chorasan                 | 26, 32, 42                                                                     |
| Süd-Chorasan                  | 32, 42, 52                                                                     |